# Anschlag von Dschibuti 1987

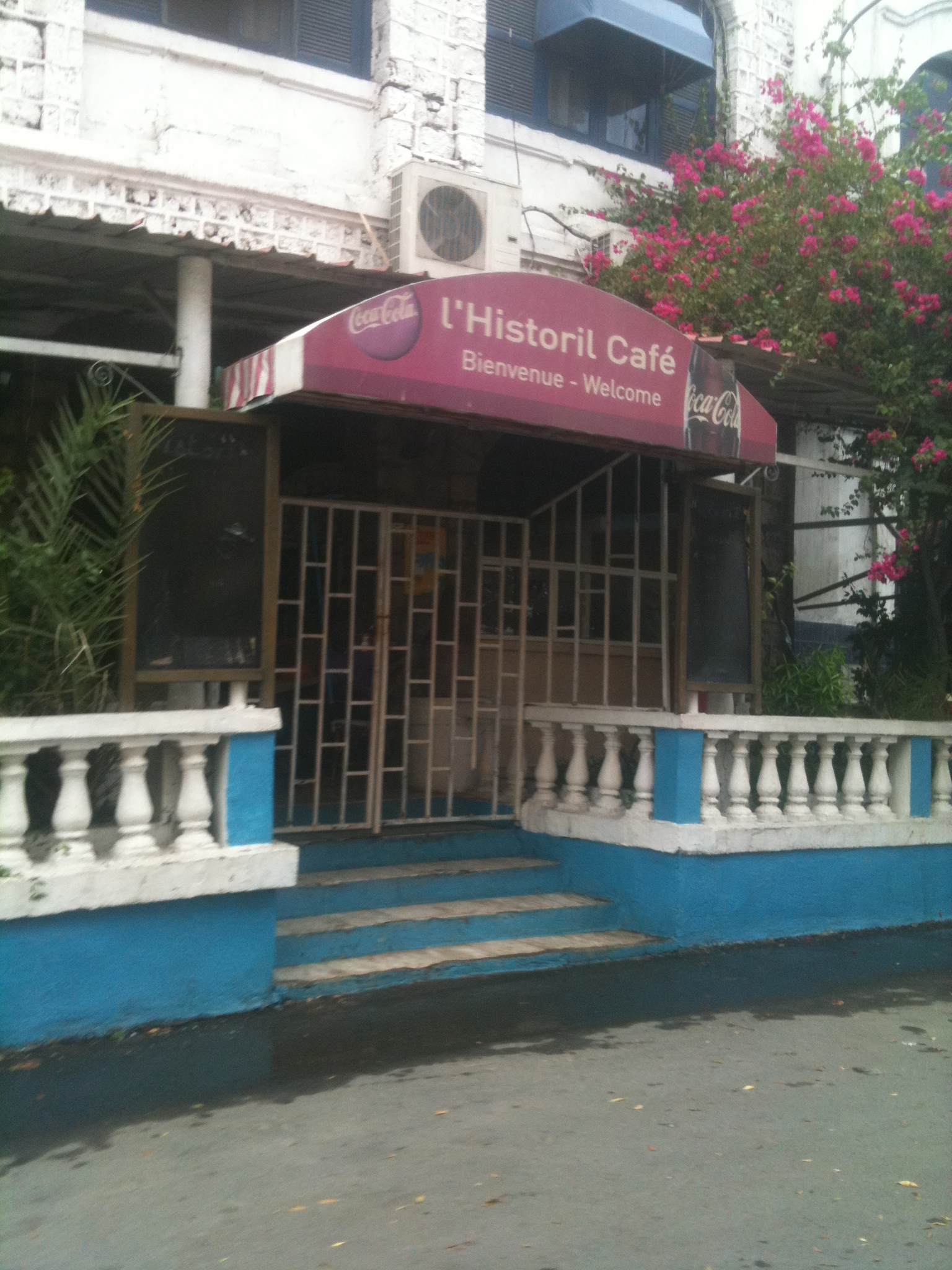
Das Café Historil in Dschibuti (2013)

Der Anschlag von Dschibuti war ein im Auftrag Libyens durch eine palästinensische Terrororganisation in Dschibuti ausgeführter Anschlag. Bei dem Terroranschlag am 18. März 1987 wurden 13 Personen ermordet und 41 weitere verletzt.
Da bei dem Anschlag auch vier deutsche Meereswissenschaftler getötet und weitere verletzt wurden, ermittelten auch deutsche Stellen. Die Helfer des Attentäters wurden jedoch nie belangt.

## Hintergrund
Ausgeführt wurde der Anschlag von der palästinensischen Terrorgruppe PPLF, einer aus der PLO hervorgegangenen Terrororganisation, die seit etwa Ende der 1970er Jahre existierte. Nach heutigen Erkenntnissen wurde der Anschlag als Staatsterrorismus von Libyens damaligem Diktator Muammar al-Gaddafi veranlasst.
Es gab politische Bestrebungen, die Staaten der Sahelzone wirtschaftlich zu einigen. Vom 16. bis 18. März 1987 tagte die Jahreskonferenz der Intergovernmental Authority on Drought and Development (IGADD) in Dschibuti, die gleichzeitig auch eine Geberkonferenz war. Vertreter der Weltbank nahmen ebenso teil wie europäische Geberländer, die damit ihren Einfluss in der Sahelzone sichern wollten. Neben dem Kampf gegen Dürre und Trockenheit interessierten sich diese auch für die dortigen Ölvorkommen.
Gaddafi wollte eine Nordafrikanische Union unter seiner Führung und hatte kein Interesse an einem größeren Einfluss Frankreichs oder anderer europäischer Länder.

## Anschlag

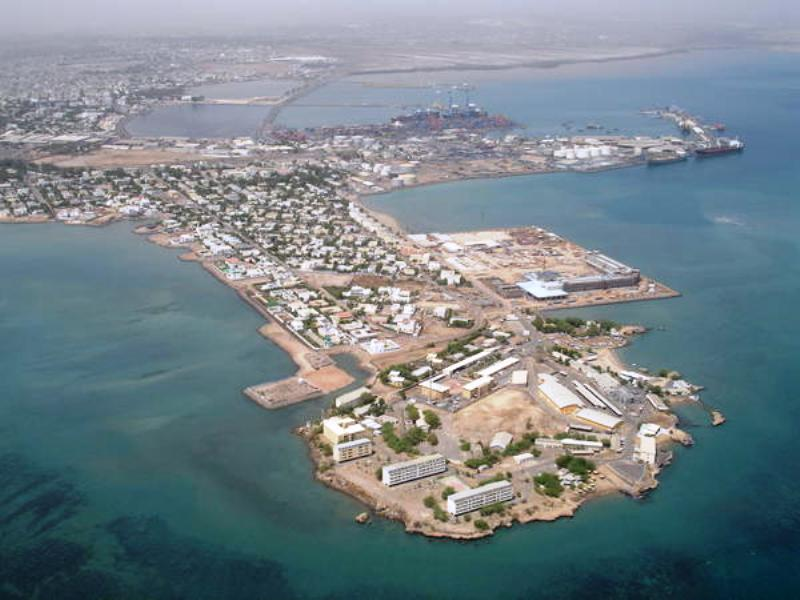
Hafen von Dschibuti und Teil der Stadt

Am frühen Morgen des 18. März 1987 traf eine Gruppe junger deutscher Meeresbiologen der Universität Kiel in Dschibuti ein. Geplant war eine dreimonatige Expedition auf dem deutschen Forschungsschiff Meteor durch den Golf von Aden mit dem Ziel Indischer Ozean. Es war die erste große Auslandsreise des nagelneuen Schiffes. Nachdem sie ihre Kojen bezogen hatten, blieb noch Zeit für einen Landgang. Weder der Kapitän der Meteor 3 noch die jungen Wissenschaftler wussten von den erhöhten Sicherheitsvorkehrungen aufgrund der ersten internationalen Konferenz der IGADD-Staaten.
Der Attentäter Adouani Hassan ben Hamouda, ein Tunesier, reiste samt Bombe mit dem Taxi zum Tatort. In dem Terrassencafe „Historil“ deponierte ben Hamouda einen Aktenkoffer mit dem Sprengsatz. In dem Cafe befanden sich auch deutsche Wissenschaftler der Meteor-Expedition. Die Bombe explodierte um 19:13 Uhr Ortszeit. Der Pfeiler neben dem Aktenkoffer barst, ein Vorbau stürzte ein. Bei dem Anschlag kamen insgesamt 13 Menschen um und 41 wurden verletzt. Die Studenten Annette Barthelt, Marco Buchalla und Daniel Reinschmidt waren auf der Stelle tot.
Zwei Tage nach dem Anschlag flog die deutsche Luftwaffe die Leichen und Verletzten aus. Wenig später erlag der Fischereibiologe Hans-Wilhelm „Harvey“ Halbeisen im Universitätsklinikum Bonn seinen schweren Verletzungen. Vier junge Kieler Meeresforscher überlebten schwerverletzt mit Verbrennungen, Amputationen, Knochenzertrümmerungen, beschädigten Trommelfellen und inneren Verletzungen. Die Staatsanwaltschaft Bonn nahm die Ermittlungen auf (Az. 90 Js 259/87).

## Ermittlungen
Adouani Hassan ben Hamouda wurde am 19. März 1987 gefasst. 1991 wurde er in Dschibuti zum Tode verurteilt. Er war damit die erste Person, die seit der Unabhängigkeit des Staates Dschibuti 1977 zum Tode verurteilt wurde. Nach Auskunft einer Sprecherin der Bonner Staatsanwaltschaft 1993 legte er Revision ein und wurde zu lebenslanger Freiheitsstrafe verurteilt. Er gehörte zur Palästinensischen Volksbefreiungsfront (PLF).
Nach wenigen Monaten Ermittlungsarbeit, die der Generalstaatsanwalt Dschibutis, der Franzose Lepelley, leitete, stand für die Behörden fest, dass ein weiteres PLF-Mitglied und ein südjemenitischer Geheimdienstoffizier zur Unterstützung Hamoudas nach Dschibuti gekommen waren. Der FR-Autor Karl-Heinz Krumm zitiert in einem Bericht 1988 den damaligen deutschen Botschafter Heinrich Reiners in dem Zwergstaat Dschibuti: Die Unterstützer seien „mit Diplomatenpässen ausgestattet“ und „mit Namen bekannt“ gewesen.
In einem Telegramm des Bundesnachrichtendienstes vom Juli 1987 hieß es, „Partnerdienste behaupten mit Bestimmtheit“, dass Gaddafi den Befehl erteilt habe als „Rache für die französische Haltung im Libysch-Tschadischen Grenzkrieg“. Auch die deutsche Botschaft im Jemen meldete 1988 dem Auswärtigen Amt, die Ermittler vor Ort gingen davon aus, dass „Auftraggeber eindeutig Libyen war“. Die palästinensische Terrorgruppe stehe „bekanntermaßen ausschließlich in libyschem Sold“.
Der Spiegel wies 1988 darauf hin, dass die deutsche Politik kein Interesse hatte, den Fall aufzuklären. Die Ermittlungsbehörden in der Bundesrepublik zeigten keine Eile, der Terroristen habhaft zu werden. Der damalige Generalbundesanwalt Kurt Rebmann konstruiere immer neue Verfolgungshindernisse, Staatsanwaltschaften blieben weitgehend untätig. Seit 18 Monaten behauptet Gerd Reinschmidt, Vater eines der getöteten Forscher, unwidersprochen: „Kohl und Genscher kuschen vor Gaddafi“. Der Spiegel. Als Motiv vermutet der Spiegel, dass die Bundesregierung die diplomatischen Beziehungen zu Libyen und Dschibuti nicht belasten wollte.

## Nachwirkungen
In Kiel wurde nach dem Anschlag aus dem Umfeld des IFM-Geomar die Annette Barthelt-Stiftung e.V. gegründet.
Ein Verfahren der Staatsanwaltschaft Bonn dümpelte noch 2011 vor sich hin: 22 Jahre existierte ein deutscher Haftbefehl gegen den Attentäter Adouani.
Der tunesische Attentäter saß von 1987 bis 2000 im Gefängnis und wurde dann begnadigt. Noch während seiner Haft hat Adouani 1999 einen Brief an den Deutschen geschrieben: Er bete zum Allmächtigen, dass sich das überlebende und schwer beeinträchtigte Opfer Bröckel die „Heiterkeit“ bewahre und das Leben ihn mit „Freude, Glück und Frieden“ erfülle.
Im März 2004 wollte der damalige Bundespräsident Johannes Rau Dschibuti einen Besuch abstatten, sah jedoch aufgrund potentieller Anschlagsgefahr davon ab.
2007 erließ eine französische Richterin Haftbefehl gegen Adouani wegen eines mutmaßlichen weiteren Mordes im Rahmen der terroristischen Aktivitäten.